# Juan Calvete de Estrella
Juan Cristóbal Calvete (o Calvet) de Estrella, (Sariñena, ¿1520? - Salamanca, 1593), historiador, humanista y poeta español del Renacimiento.

## Biografía
Según algunos biógrafos del escritor, nació en torno a los años 1500 o 1510. Algunos autores citan como su lugar de origen Sariñena, otros Sabadell. Accedió a la Corte castellana de Carlos V al amparo de Juan de Zúñiga Avellaneda y Velasco (1488-1546), ayo del príncipe Felipe desde 1535, quien al renovar por voluntad regia el equipo docente del heredero lo había incorporado en 1541 a la plantilla como profesor de los pajes, entre los cuales se hallaba su propio hijo Luis de Requesens, además de otras figuras destacadas de la política y de las letras del siguiente reinado, como los poetas épicos Alonso de Ercilla y Luis Zapata. Aparte de como educador, estuvo a su cargo, como cortesano al servicio de Carlos V, la edición de El Cavallero determinado (Amberes: Joannes Steelsius, 1553), que tradujo el mismo Carlos V y puso en verso el capitán Hernando de Acuña (1520-1580). Este poemario, ilustrado con grabados alegóricos, venía a satisfacer los deseos personales del emperador, educado en la mentalidad ascética y caballeresca de Borgoña en el ocaso de la Edad Media, según se representaba en el original de esta obra, Le chevalier délibéré, de Olivier de la Marche (1425-1502). Posteriormente siguió sirviendo a su hijo Felipe comprando libros para la biblioteca escurialense.
En su juventud estudió lenguas clásicas y humanidades en Salamanca, donde fue uno de los discípulos de Hernán Núñez (1475-1553), el Comendador Griego, pero solo alcanzó el grado de bachiller, según consta en la cédula de su nombramiento, baja titulación que debió de ser obstáculo a su nombramiento, y fue asimismo discípulo de Jerónimo de Zurita. Sintió simpatías por el erasmismo, por lo cual algunas de sus obras sufrieron una leve expurgación inquisitorial en el siglo XVII. Vivió la mayor parte de su vida en Salamanca y allí contrajo matrimonio en 1538, antes de su cometido en la Corte, con Ana Vaca de Villarruel, al parecer emparentada con la familia Vaca de Castro, a la que pertenecieron el protagonista de su épica histórica y quien acabará siendo su definitivo mecenas, el arzobispo don Pedro de Castro, después de haber intentado poner su oficio de polivalente humanista al servicio de otros cortesanos y mandatarios, y, en especial, con la pretensión del codiciado puesto de cronista real. Murió en el 1593. Su biblioteca fue vendida por su hija al Colegio de San Pelayo de Salamanca en 1599.
Fue sobre todo cronista de Indias, pero también destacó como prosista latino, imitando el estilo de Julio César; como poeta en esa lengua también sobresalió, por ejemplo en los versos dedicados a Garcilaso que encabezan las Anotaciones de El Brocense, o en otras obras dedicadas a Hernando de Acuña, a Ramírez de Haro, a Juan Bravo y a Antich de Roca.
Como autor fue redescubierto por Francisco Cerdá y Rico (1739-1800), quien ofreció en la octava y última edición de su monografía histórica De Aphrodisio expugnato un muy nutrido y razonado elenco de sus obras, que habría de surtir posteriores repertorios. Sin embargo, gran parte de su obra permanece inédita, pero escribió al parecer bastante más; sólo se dieron a la estampa algunas en los siglos XIX y XX.

## Obras
- El felicissimo viaje del muy alto y muy poderoso Príncipe don Phelippe, hijo del emperador don Carlos Quinto Máximo, desde España a sus tierras de la baxa Alemana: con la descripción de todos los Estados de Brabante y Flandes (Amberes, Martín Nucio, 1552); reimpreso en Madrid, 2001.
- De Aphrodisio expugnato, quod vulgo Africam vocant, commentarius (Amberes, Martín Nucio, 1551)
- El túmulo Imperial, adornado de historias y letreros y epitaphios en prosa y verso latino, por Juan Christóval Calvete de Estrella (Valladolid: Diego Fernández de Córdoba, 1559).
- De rebus gestis Ferdinandi Cortesii, obra inédita
- Encomio de Fernando Álvarez de Toledo, duque de Alba (Amberes, 1557).
- De rebus Indicis. Ed. Juan J. Martos. Leipzig, 1998.
- Vaccaeis o La Vacaida, ed. y traducción de Manuel Antonio Díaz Gito, Cádiz, 1990.
- Elogio de Vaca de Castro, estudio y traducción por José López de Toro, 1947.
- Rebelión de Pizarro en el Perú y vida de D. Pedro Gasca escritas por Juan Cristóbal Calvete de Estrella y publicadas por Antonio Paz y Meliá, Madrid: Imprenta y Fundición de M. Tello, 1889, facsímil, dos vols.
- De uersuum genere epitome, tratado de métrica latina y griega, manuscrito inédito fechado en julio de 1586 que en realidad es un epítome de la monumental obra de Jacobus Micyllus (Jacob Molsheim o Moltzer, 1503-1558) De re metrica libri tres (Fráncfort: Christian Egenolff, 1539).
- Cartas